# Louis-Marie-Raphaël Barbier
Louis-Marie-Raphaël Barbier, né le 11 mars 1792 et mort le 29 avril 1852 à Berthier, est un médecin et homme politique canadien.

## Biographie
Il est le fils de Raphaël Barbier, cultivateur, et de Josephte Tellier. Le 31 janvier 1815, il épouse Elizabeth Walker à William-Henry dans l'église anglicane Christ Church. Il épouse en secondes noces Elizabeth Cairns à Lanoraie le 23 août 1826.
Il étudie au Séminaire de Nicolet de 1805 à 1807. Il fait l'apprentissage de la médecine chez James Walker à William-Henry. Il est admis à la pratique en 1812. Il est chirurgien dans la milice canadienne durant la guerre anglo-américaine de 1812. Il sera ensuite médecin toute sa vie à Berthier. Il occupera quelques fonctions administratives dans la seigneurie de Berthier en parallèle de sa pratique. Il est nommé en 1817 commissaire de la voirie et des ponts du comté. En 1821, il reçoit une commission de juge de paix dans le district de Montréal, renouvelée en 1826. Il sera aussi commissaire au Tribunal des petites causes de 1821 jusqu'à sa démission en 1837.
Il est élu député de Warwick lors des élections législatives bas-canadiennes de 1824. Il recevra l'appui de Barthélemy Joliette. Il appuiera généralement le Parti bureaucrate. Il ne se serait pas représenté aux élections suivantes.
Faisant partie de la petite bourgeoisie canadienne-française, Barbier compte trois domestiques et possède une terre de 130 arpents en culture au recensement de 1851.
Décédé à l'âge de 60 ans, il est inhumé au cimetière paroissial de Berthier.